# Alexei Konstantinowitsch Jagudin
Alexei Konstantinowitsch Jagudin (russisch Алексей Константинович Ягудин, anhörenⓘ; englisch Alexei Yagudin; * 18. März 1980 in Leningrad, Sowjetunion) ist ein ehemaliger russischer Eiskunstläufer, der im Einzellauf startete. Er ist der Olympiasieger von 2002, der Weltmeister von 1998, 1999, 2000 und 2002 und der Europameister von 1998, 1999 und 2002.

## Werdegang
Alexei Konstantinowitsch Jagudin wurde am 18. März 1980 im damaligen Leningrad, dem heutigen Sankt Petersburg, geboren. Er begann im Alter von vier Jahren mit dem Eiskunstlaufen, wozu ihn seine Mutter, Soja, ermutigte. Sein Vater ließ sich von seiner Mutter scheiden, als Jagudin noch ein Kind war, und verließ die Familie. Jagudin, der ein Einzelkind war, lebte fortan allein mit seiner Mutter.
Jagudin konnte noch vor seinem zehnten Lebensjahr alle Doppel-Sprünge und vor seinem zwölften Lebensjahr alle fünf Dreifach-Sprünge. Bis zu diesem Zeitpunkt wurde er von Alexander Majorow trainiert. Als dieser 1992 nach Schweden ging, wurde Jagudin dem berühmten Trainer Alexei Mischin vorgestellt. In Mischins Gruppe trainierte er von nun an bis 1998.
Im Jahr 1994 begann Jagudin internationale Wettbewerbe zu bestreiten. 1996 wurde er im australischen Brisbane Juniorenweltmeister. Seine erste Weltmeisterschaft bestritt er 1997 in Lausanne und beendete sie als Dritter auf Anhieb auf dem Podium. Seinen ersten großen internationalen Titel bei den Senioren gewann er ein Jahr später, bei der Europameisterschaft 1998 in Mailand vor seinem späteren Dauerrivalen Jewgeni Pljuschtschenko. Bei den anschließenden Olympischen Spielen in Nagano hatte Jagudin mit einer schweren Lungenentzündung zu kämpfen und wurde dennoch Fünfter. Einen Monat später gewann er in Minneapolis seinen ersten Weltmeisterschaftstitel vor dem Lokalmatador Todd Eldredge und Landsmann Pljuschtschenko. Er war der erste Russe, der nach dem Zerfall der Sowjetunion Weltmeister wurde und mit 18 Jahren und 15 Tagen der zweitjüngste Weltmeister der Geschichte, nach Donald McPherson, der bei der Weltmeisterschaft 1963 sechs Tage jünger als Jagudin war. Zwei Monate nach diesem Triumph beendete er die Zusammenarbeit mit Alexei Mischin und wechselte zur berühmten Trainerin Tatjana Tarassowa. Sie sollte bis zu seinem Karriereende 2003 seine Trainerin bleiben.
Die berüchtigte Rivalität zwischen Jagudin und Pljuschtschenko begann schon, als beide noch in der Gruppe von Alexei Mischin trainierten, wurde aber noch stärker, als Jagudin zu Tarassowa wechselte. Jagudin behauptete, dass Mischin Pljuschtschenko ihm vorgezogen habe, da dieser im Gegensatz zu ihm nicht zu Widersprüchen neigte und ohne Zögern befolgte, was Mischin von ihm verlangte.
In der Saison 1998/99 gewann Jagudin elf von den dreizehn Wettbewerben, an denen er teilnahm. Darunter auch die Weltmeisterschaft der Profis vor Kurt Browning und das Grand-Prix-Finale. Vor allem aber verteidigte er beide großen Titel aus dem Vorjahr. Bei der Europameisterschaft in Prag siegte er erneut vor Pljuschtschenko, wie auch bei der Weltmeisterschaft in Helsinki.
Zu Beginn der nächsten Saison, 1999/2000 kämpfte Jagudin mit Verletzungen. So musste er das Grand-Prix-Finale aufgrund von Kniebeschwerden auslassen und verlor die nationalen Meisterschaften sowie die Europameisterschaft in Wien gegen seinen Rivalen Pljuschtschenko. Bei der Weltmeisterschaft in Nizza war er allerdings wieder auf der Höhe seiner Leistungsfähigkeit und siegte zum dritten Mal in Folge bei Weltmeisterschaften.
Die folgende Saison 2000/01 sollte eine schwierige Saison für Jagudin werden. Er konzentrierte sich mehr auf den künstlerischen Programmteil und erdachte noch schwierigere Choreografien mit neuen, innovativen Schrittsequenzen. Darunter litt allerdings die Beständigkeit in den Sprüngen. Außerdem wurde er immer wieder von Verletzungen geplagt. Er unterlag Pljuschtschenko beim Grand-Prix-Finale, den nationalen Meisterschaften und erneut bei der Europameisterschaft. Kurz vor der Weltmeisterschaft in Vancouver war sein rechter Fuß wieder einmal verletzt, was zu einer für seine Verhältnisse desaströsen Leistung in der Qualifikation führte. In seiner Qualifikationsgruppe wurde er nur Fünfter. Im Kurzprogramm zeigte er jedoch eine herausragende Leistung, die ihm stehende Ovationen und große Komplimente einbrachte, vor allem hinsichtlich seiner kämpferischen Leistung, nach all den Problemen. Am Ende reichte es noch zum Vize-Weltmeisterschaftstitel hinter Pljuschtschenko.
Die olympische Saison 2001/02 begann für Jagudin mit einem enttäuschenden dritten Platz bei den Goodwill Games im September 2001 in Brisbane. Ab diesem Auftritt jedoch verlor Jagudin in dieser Saison keinen Wettbewerb mehr. Er gewann das Grand-Prix-Finale wie auch die Europameisterschaft in Lausanne. Sein größter Triumph wurden allerdings die Olympischen Spiele in Salt Lake City. Er wurde nicht nur Olympiasieger vor Pljuschtschenko und Timothy Goebel, sondern es gelang ihm als ersten Eiskunstläufer seit 50 Jahren von jedem Preisrichter, in Kurzprogramm wie auch Kür, auf den ersten Platz gesetzt zu werden. Zudem bekam er in der Kür, die er zur Filmmusik von Der Mann in der eisernen Maske lief, neben ausschließlich 5,9 Bewertungen, vier Mal die Höchstnote 6,0 für die Präsentation, u. a. aus den USA und Deutschland. Vor ihm hatte kein anderer Eiskunstläufer bei Olympischen Spielen mehr als einmal die Höchstnote bekommen.
Bei der Weltmeisterschaft in diesem Jahr machte Jagudin den Triumph perfekt und wurde zum vierten Mal in seiner Karriere Weltmeister und schrieb in Nagano wieder Geschichte. Er bekam sechs Mal die 6,0 im Kurzprogramm und zwei Mal in der Kür. Damit war er der erste und einzige Eiskunstläufer in der Geschichte, der sechs perfekte Wertungen in einem Kurzprogramm bekam und davon zum ersten Mal die Höchstnote für die geforderten Elemente. Jagudin gelang es als ersten Eiskunstläufer seit John Curry 1976, Europameisterschaft, Weltmeisterschaft und Olympische Spiele in einer Saison zu gewinnen. Er war der Erste, der dazu auch noch das Grand-Prix-Finale gewann, welches es allerdings zu Currys Zeiten noch nicht gegeben hatte.
Nach der olympischen Saison wurde bei Jagudin ein angeborener Hüftschaden diagnostiziert, der ihn zum Karriereende, das er im Oktober 2003 offiziell bekanntgab, zwang. Einen Monat vor dieser Bekanntgabe wurde er kurzzeitig festgenommen, nachdem er in den USA betrunken Auto gefahren war. Schon 1999 hatte sich Jagudin wegen Alkoholproblemen in seiner Heimat in Behandlung begeben.
Nach seinem Rücktritt vom Wettkampfsport wechselte er zu den Profis und tourte mit Stars on Ice und Ice Symphony.
2003 wurde Jagudin mit dem Verdienstorden für das Vaterland der Russischen Föderation ausgezeichnet.
2004 beriet er Brian Joubert, einen Konkurrenten seines früheren Erzrivalen Jewgeni Pljuschtschenko und trainierte Andrei Grjasew, den russischen Meister von 2007.
2005 veröffentlichte Jagudin seine Autobiografie. Seit diesem Jahr wirkte er auch in zahlreichen Folgen von Stars on Ice, später Ice Age mit. 2008 versuchte er sich als Schauspieler am Theater, wo er die Rolle eines russischen Präsidenten spielte.
Im Juli 2007 ließ sich Jagudin ein neues Hüftgelenk einsetzen. Im August kündigte er an, nach vier weiteren Jahren als Profi zum Wettkampfsport zurückkehren zu wollen. Seine frühere Trainerin Tatjana Tarassowa und sein früherer Choreograf Nikolai Morosow sagten zu, ihn wieder trainieren zu wollen, sollte dies der Fall sein. Im November 2007 erlitt Jagudin aber eine neue Verletzung und ließ verlauten, dass ein Comeback unter diesen Umständen zu schwierig sein würde.
Am 2. Juni 2008 wurde Jagudins Auto gestohlen, in dem sich auch eine seiner Goldmedaillen befand, die er bei Weltmeisterschaften gewonnen hatte. Das Auto wie auch die Medaille wurden bis heute nicht wiedergefunden.
Alexei Jagudin lebt heute in Moskau. Seit 2008 war er mit der Olympiasiegerin, mehrfachen Europa- u. Weltmeisterin im Paarlaufen, Tatjana Totmjanina liiert. Am 20. November 2009 kam ihr gemeinsames Kind Jelisaweta zur Welt, am 2. Oktober 2015 folgte die zweite Tochter Michelle (Мишель). Im Februar 2016 heiratete er Tatjana Totmjanina.

## Ergebnisse
| Meisterschaft / Jahr           | 1995    | 1996    | 1997    | 1998    | 1999    | 2000    | 2001    | 2002    | 2003    |
| ------------------------------ | ------- | ------- | ------- | ------- | ------- | ------- | ------- | ------- | ------- |
| Olympische Winterspiele        |         |         |         | 5.      |         |         |         | 1.      |         |
| Weltmeisterschaften            |         |         | 3.      | 1.      | 1.      | 1.      | 2.      | 1.      |         |
| Europameisterschaften          |         | 6.      | 5.      | 1.      | 1.      | 2.      | 2.      | 1.      |         |
| Juniorenweltmeisterschaften    | 4.      | 1.      |         |         |         |         |         |         |         |
| Russische Meisterschaften      | 5.      | 4.      | 3.      | 2.      | 2.      | 2.      | 2.      |         |         |
| –                              |         |         |         |         |         |         |         |         |         |
| Grand-Prix-Wettbewerb / Saison | 1994/95 | 1995/96 | 1996/97 | 1997/98 | 1998/99 | 1999/00 | 2000/01 | 2001/02 | 2002/03 |
| Grand-Prix-Finale              |         |         |         | 5.      | 1.      |         | 2.      | 1.      |         |
| Skate America                  |         |         | 3.      |         | 1.      | 1.      | 2.      |         | Z       |
| Skate Canada                   |         |         |         |         |         | 1.      | 1.      | 1.      |         |
| Sparkassen Cup                 |         |         | 3.      |         | 1.      |         |         |         |         |
| Trophée Lalique                |         |         |         | 1.      | 1.      | 1.      | 1.      | 1.      |         |
| Cup of Russia                  |         |         | 2.      | 1.      |         |         |         |         |         |

Z = Zurückgezogen